# Rodolfo Campodónico (Sonora)
Rodolfo Campodónico es un ejido del municipio de Caborca ubicado en el noroeste del estado mexicano de Sonora, en la zona del desierto de Sonora y cerca de la costa con el mar de Cortés. Según los datos del Censo de Población y Vivienda realizado en 2020 por el Instituto Nacional de Estadística y Geografía (INEGI), Rodolfo Campodónico tiene un total de 321 habitantes. Se fundó por resolución presidencial el 7 de noviembre de 1969.

## Geografía
Rodolfo Campodónico se sitúa en las coordenadas geográficas 30°57'32" de latitud norte y 113°00'42" de longitud oeste del meridiano de Greenwich, a una elevación de 14 metros sobre el nivel del mar.